# 고가용성
고가용성(高可用性, 영어: high availability, HA)은 서버, 네트워크, 프로그램 등의 정보 시스템이 상당히 오랜 기간 동안 지속적으로 정상 운영이 가능한 성질을 말한다. 고(高)가용성이란 "가용성이 높다"는 뜻으로서, "절대 고장 나지 않음"을 의미한다. 고가용성은 흔히 가용한 시간의 비율을 99%, 99.9% 등과 같은 퍼센티지로 표현하는데, 1년에 계획된 것 제외 5분 15초 이하의 장애시간을 허용한다는 의미의 파이브 나인스(5 nines), 즉 99.999%는 매우 높은 수준으로 고품질의 데이터센터에서 목표로 한다고 알려져 있다. 하나의 정보 시스템에 고가용성이 요구된다면, 그 시스템의 모든 부품과 구성 요소들은 미리 잘 설계되어야 하며, 실제로 사용되기 전에 완전하게 시험되어야 한다.
고가용성 솔루션(HACMP)을 이용하면, 각 시스템 간에 공유 디스크를 중심으로 집단화하여 클러스터로 엮어지게 만들 수 있다. 동시에 다수의 시스템을 클러스터로 연결할 수 있지만 주로 2개의 서버를 연결하는 방식을 많이 사용한다. 만약 클러스터로 묶인 2개의 서버 중 1대의 서버에서 장애가 발생할 경우, 다른 서버가 즉시 그 업무를 대신 수행하므로, 시스템 장애를 불과 몇 초만에 복구할 수 있다. 고가용성 저장 장치로 레이드(RAID) 방식과 샌(SAN) 방식이 많이 이용되고 있다.

## 백분율 계산
| 가용성 %                          | 한 해 중 다운타임 | 분기 중 다운타임 | 1개월 중 다운타임 | 1주 중 다운타임   | 1일(24시간) 중 다운타임 |
| --------------------------------- | ----------------- | ---------------- | ----------------- | ----------------- | ----------------------- |
| 90% ("one nine")                  | 36.53 일          | 9.13 일          | 73.05 시간        | 16.80 시간        | 2.40 시간               |
| 95% ("one and a half nines")      | 18.26 일          | 4.56 일          | 36.53 시간        | 8.40 시간         | 1.20 시간               |
| 97%                               | 10.96 일          | 2.74 일          | 21.92 시간        | 5.04 시간         | 43.20 분                |
| 98%                               | 7.31 일           | 43.86 시간       | 14.61 시간        | 3.36 시간         | 28.80 분                |
| 99% ("two nines")                 | 3.65 일           | 21.9 시간        | 7.31 시간         | 1.68 시간         | 14.40 분                |
| 99.5% ("two and a half nines")    | 1.83 일           | 10.98 시간       | 3.65 시간         | 50.40 분          | 7.20 분                 |
| 99.8%                             | 17.53 시간        | 4.38 시간        | 87.66 분          | 20.16 분          | 2.88 분                 |
| 99.9% ("three nines")             | 8.77 시간         | 2.19 시간        | 43.83 분          | 10.08 분          | 1.44 분                 |
| 99.95% ("three and a half nines") | 4.38 시간         | 65.7 분          | 21.92 분          | 5.04 분           | 43.20 초                |
| 99.99% ("four nines")             | 52.60 분          | 13.15 분         | 4.38 분           | 1.01 분           | 8.64 초                 |
| 99.995% ("four and a half nines") | 26.30 분          | 6.57 분          | 2.19 분           | 30.24 초          | 4.32 초                 |
| 99.999% ("five nines")            | 5.26 분           | 1.31 분          | 26.30 초          | 6.05 초           | 864.00 밀리초           |
| 99.9999% ("six nines")            | 31.56 초          | 7.89 초          | 2.63 초           | 604.80 밀리초     | 86.40 밀리초            |
| 99.99999% ("seven nines")         | 3.16 초           | 0.79 초          | 262.98 밀리초     | 60.48 밀리초      | 8.64 밀리초             |
| 99.999999% ("eight nines")        | 315.58 밀리초     | 78.89 밀리초     | 26.30 밀리초      | 6.05 밀리초       | 864.00 마이크로초       |
| 99.9999999% ("nine nines")        | 31.56 밀리초      | 7.89 밀리초      | 2.63 밀리초       | 604.80 마이크로초 | 86.40 마이크로초        |

## 같이 보기
- 가용성
- 컴퓨터 클러스터